# La Opinión (Los Angeles)
La Opinión is een Spaanstalig dagblad, gepubliceerd in Los Angeles, Californië en verspreid over de zes county's van Southern California. Het is de grootste Spaanstalige krant in de Verenigde Staten en de op een na meest gelezen krant in Los Angeles, na de Los Angeles Times.

## Geschiedenis
De krant werd opgericht en voor het eerst gepubliceerd op 16 september 1926 door Ignacio E. Lozano. De familie Lozano emigreerde van Mexico naar San Antonio, Texas in 1908 waar in 1913 Lozano een Spaanstalig dagblad oprichtte met de naam La Prensa.
Toen Los Angeles in de jaren twintig te maken had met een groei van de Mexicaanse bevolking geloofde Lozano dat hij een sterk draagvlak had voor een Spaanstalig dagblad in de groeiende stad en richtte La Opinión op op de dag van de Mexicaanse Onafhankelijkheidsdag. De familie behield de controle over beide kranten tot La Prensa in 1959 werd verkocht.
In zijn vroege bestaan bevatte de krant voornamelijk nieuws uit Mexico, vanwege de voorkeur van zijn lezers. Deze bestond grotendeels uit onlangs geëmigreerde Mexicanen. De krant was een van de weinige die uitgebreid verslag deed van de deportatie en repatriëringen van Mexicanen in de jaren dertig, alsook van de Zoot Suit-rellen in de jaren veertig.
De familie bleef betrokken bij de krant. Leticia Lozano, het oudste kind van Ignacio Lozano's zoon, werkte van 1976 tot 1984 bij de krant. Haar jongere broer José Ignacio Lozano werd in 1977 assistent-uitgever en uitgever in 1986. In 2004 fuseerde de krant met El Diario La Prensa, de oudste Spaanstalige krant in de Verenigde Staten, om ImpreMedia te vormen.
Vanaf 3 januari 2010 zal de zondageditie van de krant niet meer uitkomen.